# 萃园
萃园，位于中国福建省永安市燕西街道下吉山村，清顺治四年（1647年）建，清雍正年间（1723—1735年）重修。园林式书院建筑，占地面积891平方米。二进五开间，并有庭院、回廊和半月形荷池等。前厅歇山顶，大厅悬山顶，均为穿斗式木构架。梁枋、雀替、驼墩、窗棂等木构件雕刻精细，彩画精美。2005年5月11日公布为第六批福建省文物保护单位。